# Mythenteles rigirostris
Mythenteles rigirostris is een vliegensoort uit de familie van de Mythicomyiidae. De wetenschappelijke naam van de soort is voor het eerst geldig gepubliceerd in 1981 door Evenhuis, oorspronkelijk geplaatst in het geslacht Mythicomyia.